# Mühlenturm (Liedberg)

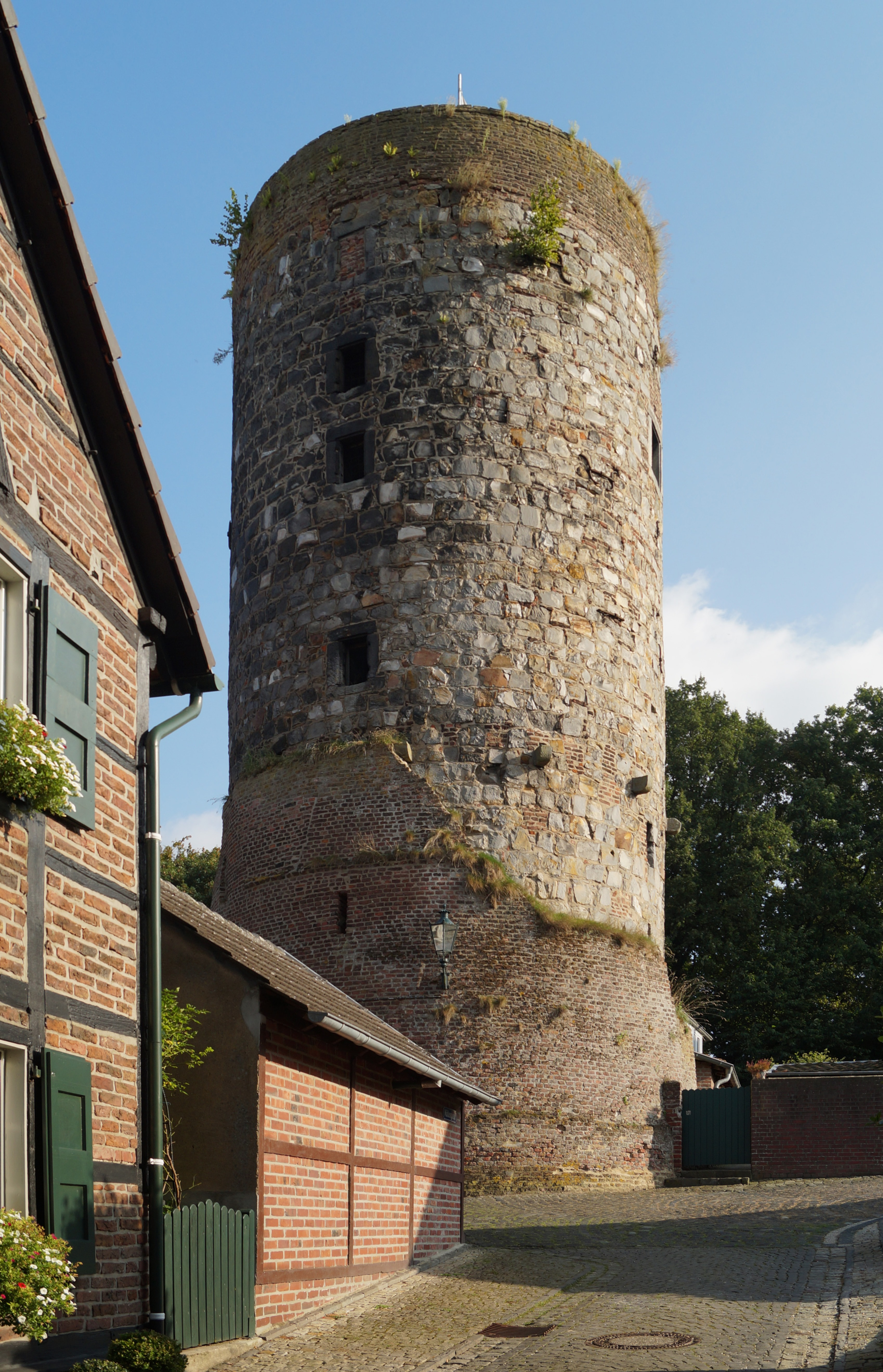
Mühlenturm

Der Mühlenturm ist ein Baudenkmal im Stadtteil Liedberg der Stadt Korschenbroich in Nordrhein-Westfalen und ist der Rest des Stammsitzes der Grafen von Liedberg.

## Geschichte
Der sieben Stockwerke hohe Turm an der Ostkuppe des Liedbergs war ein Bergfried der Festung (Burg) von Liedberg. Eine wissenschaftliche Datierung des Alters gibt es nicht. Nach Jakob Bremer könnte er um das Jahr 900 nach den Normannenüberfällen errichtet worden sein. Der aus gebrannten Ziegeln und Quadersandsteinen errichtete Wohnturm verlor nach dem Bau von Schloss Liedberg an Bedeutung.
Im Jahr 1572 erfolgte der Umbau zur Windmühle, indem man dem Turm einen hölzernen Umgang und eine Flügelhaube aufsetzte. In den Kriegen 1664 und 1706 wurde der Umgang zerstört und in Stein wieder aufgebaut. 1776 versuchte der Rentmeister von Schloss Liedberg erfolglos, die Mühle wegen fehlender Rentabilität zu versteigern. Die Franzosen erklärten die Mühle im Jahre 1794 zum Domänengut. Die unrentable Mühle blieb bis 1836 in Betrieb. Ein Sturm im Jahre 1836 riss Teile des Dachstuhles, die Flügel mit der Achse und das Kammrad herunter und beendete die Nutzung als Mühle.